# Confine tra Angola e Namibia
Il confine tra l'Angola e la Namibia ha una lunghezza di 1427 km e va dall'Oceano Atlantico a ovest fino al triplice confine con lo Zambia a est.

## Descrizione
Il confine si estende in una linea quasi retta dalla foce del fiume Cunene fino alle cascate di Ruacana e poi attraverso un rettilineo, fino a raggiungere il fiume Okawango, che lo segue fino al Dito di Caprivi, una protuberanza territoriale della Namibia. Il tracciato finale termina alla confluenza tra lo Zambesi e il fiume Kwango.
Il confine separa le province angolane di Namibe, Cunene e Cuando Cubango dalle regioni namibiane di Kunene, Omusati, Ohangwena, Kavango Occidentale, Kavango Orientale e dello Zambesi.

## Storia
Il confine si formò durante l'epoca coloniale alla fine del XIX secolo, quando la Namibia, (conosciuta come Africa sud-occidentale) e l'Angola rientravano rispettivamente sotto la sfera d'influenza tedesca e portoghese.
Il 30 dicembre 1886 una dichiarazione di Germania e Portogallo stabilì un confine tra i rispettivi possedimenti e le proprie sfere di influenza. L'articolo I dell'accordo delimitò il confine dalla foce del fiume Kunene, sull'oceano Atlantico, verso l'entroterra fino alle cascate di Ruacana (chiamate anche cascate di Kunene), per poi diramarsi in rettilineo lungo il parallelo di latitudine fino al fiume Kubango, poi fino al villaggio di Andara, che sarebbe rimasto sotto la sfera di influenza tedesca, e terminando alle rapide di Katima Mulilo sullo Zambesi.
Il Dito di Caprivi sorse per effetto del trattato di Helgoland-Zanzibar, sottoscritto il 1º luglio 1890 tra l'Impero tedesco e l'Impero britannico. Il corridoio venne creato dalla delimitazione del confine meridionale della striscia e dall'istituzione di una larghezza minima dell'area. 

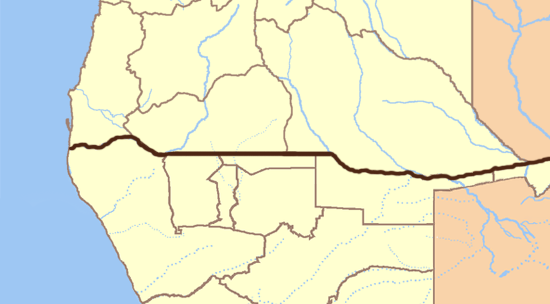
Mappa di Angola (a nord) e Namibia (a sud), divise in province. Il confine è la linea nera dell'immagine.

Nell'articolo IV del trattato tra il Portogallo e il Regno Unito dell'11 giugno 1891 fu convenuto che la linea occidentale che separava le sfere d'influenza portoghese e britannica nell'Africa centrale sarebbe terminata a sud presso le rapide di Katima Mulilo. L'estremità meridionale del confine Angola-Rhodesia settentrionale (Zambia) fu spostata verso ovest, al Kwango, il 30 maggio 1905, tramite un arbitrato del re d'Italia Vittorio Emanuele III, che venne chiamato per risolvere la questione territoriale relativa al limite occidentale del Barotseland (un'area a nord-ovest della Rhodesia).
L'amministrazione tedesca dell'Africa sudoccidentale terminò durante la prima guerra mondiale e fu assegnata al governo sudafricano come mandato della Società delle Nazioni il 17 dicembre 1920.
A Città del Capo il 22 giugno 1926, il Sudafrica e il Portogallo concordarono che il confine avrebbe seguito la linea mediana del Cunene e un secondo accordo del 1º luglio 1926 regolamentò l'uso delle acque del fiume sia per fini energetici che per le inondazioni e le irrigazioni nell'Africa sud-occidentale.
Nel 1931 Portogallo e Sudafrica approvarono un altro accordo sulla delimitazione del confine da parte di un'apposita commissione nel settore dal Kunene all'Okavango e sul tracciato rettilineo dall'Okavango allo Zambesi.
La colonia dell'Angola, che divenne una provincia d'oltremare del Portogallo nel 1951, ottenne l'indipendenza nel 1975.
Dopo la seconda guerra mondiale, l'Assemblea generale delle Nazioni Unite respinse la richiesta sudafricana di annettere l'Africa sud-occidentale e il 27 ottobre 1966, adottò la risoluzione 2145 che pose fine al mandato sudafricano nell'Africa sudoccidentale e pose il territorio sotto la diretta responsabilità delle Nazioni Unite. La Namibia ottenne l'indipendenza nel 1990.

## Attraversamenti del confine

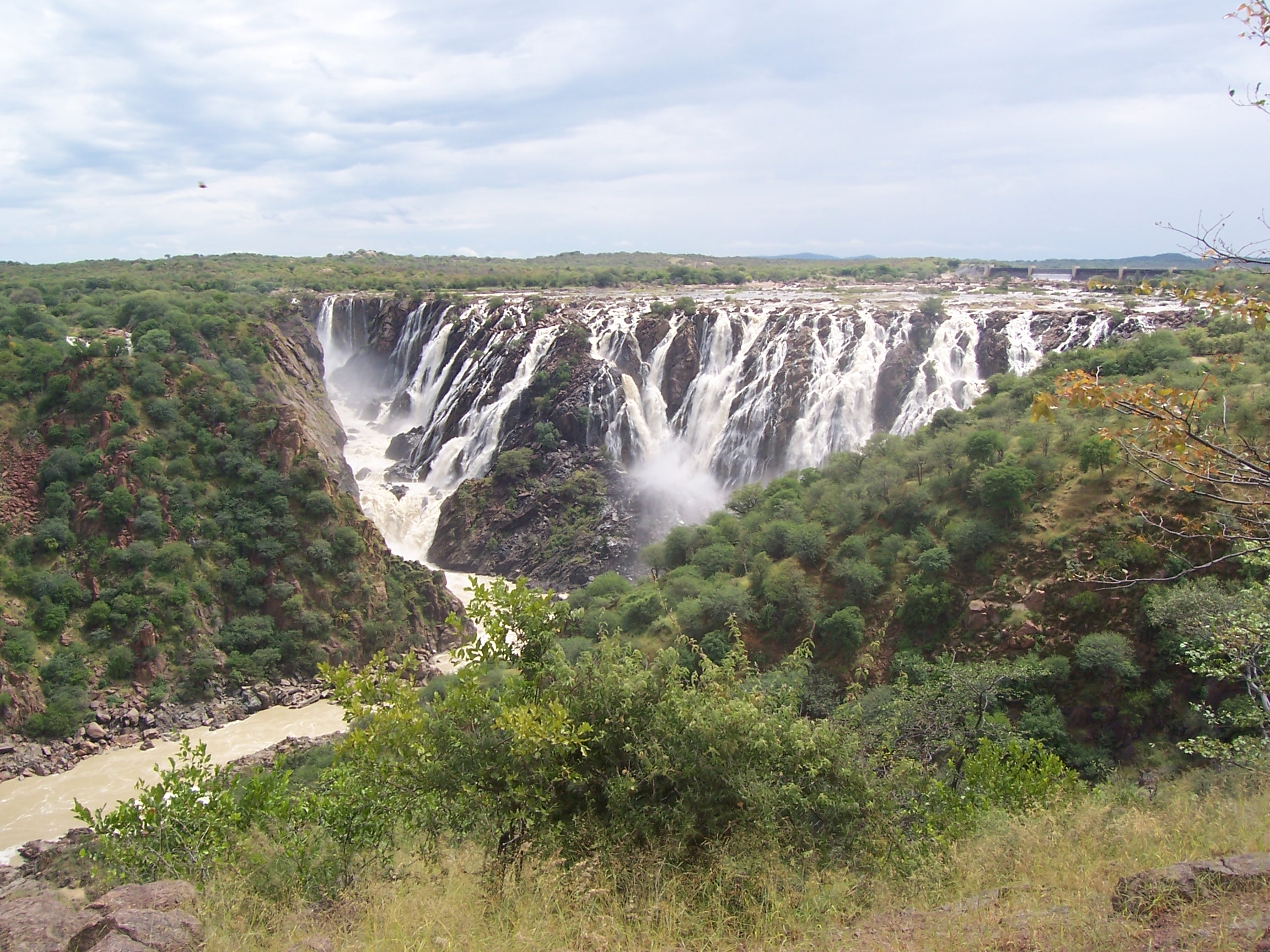
Le cascate Ruacana, nel nord della Namibia vicino al confine con l'Angola

I principali punti di attraversamento del confine tra Angola e Namibia sono tra Oshikango (NAM) e Namakunde (ANG), Ruacana (NAM) e Rundu (NAM).

## Ecosistema
L'area di conservazione transfrontaliera Okavango-Zambesi si trova a cavallo dei confini di cinque paesi africani, tra i quali Angola e Namibia.